# Cantone di Le Massegros
Il Cantone di Le Massegros era una divisione amministrativa dell'arrondissement di Florac.
È stato soppresso a seguito della riforma complessiva dei cantoni del 2014, che è entrata in vigore con le elezioni dipartimentali del 2015.
Comprendeva i comuni di:
- Le Massegros
- Le Recoux
- Saint-Georges-de-Lévéjac
- Saint-Rome-de-Dolan
- Les Vignes